# アイデック
アイデックは、かつて存在した家具の輸入卸売家具会社。ドイツのトーネット社（THONET）の輸入総代理店となっていた。

## 概要
設立当初からトーネット社のほか、チェコ、ポーランド、ユーゴスラビアから曲木椅子やオリジナル企画製造椅子の輸入販売も行う。1980年代後半からは喜多俊之、片山正通などデザイナーと共に家具の企画製造販売を始める。1998年よりドイツのソファメーカー・コア社（COR Sitzmöbel）の日本輸入総代理店となる。

## 沿革
- 1977年（昭和52年）10月　東京都港区西麻布にて株式会社アイデック設立[1]。本社・ショールーム開設。ドイツTHONET社（THONET）の代理店、また東ヨーロッパの曲木家具輸入販売元としてスタート[1]。
- 1981年　ウィーンより椅子張り用の布地として、バックハウゼン社のユーゲントスティール・パターンのファブリックを導入[1]。椅子と共に販売を開始。
- 1982年　大阪営業所・ショールームを設立。ブランドをドイツTHONET社（THONET）の「THONET」、曲木シリーズ「BW（Bent Wood）」、モダンシリーズ「SW（Steel＆Wood）」の3シリーズとして展開。
- 1983年　銀座INAXギャラリーにて「トーネットの椅子展」を開催。大きな反響を呼ぶ[1]。
- 1984年　福岡営業所を設立[1]。VIENNAシリーズのコンセプト展「I love VIENNA」を開催[1]。ウィーンのカフェスタイルを提案[1]。
- 1985年　「VIENNA」シリーズを立上げ。東京・大阪・福岡において発表展示会を開催[1]。ドイツのゲルト・ランゲ、イタリアのヴィコ・マジストレッティ、喜多俊之の3人によるアイデックのオリジナルデザイン「TRESEDIE」を発表[1]。
- 1986年　名古屋営業所を設立[1]。
- 1987年　曲木シリーズ「BW」をドイツ語で曲木を意味する「bugholz」にリニューアル。「TRESEDIE II」発表。前回の3人にアントニオ・チッテリオが加わり、新たな競演[1]。静岡県駿東郡小山町に組立・塗装・張加工工場、配送センターとして小山工場を設立[1]。
- 1989年　オーストリアWITTMANN社（Wittmann Möbelwerkstätten）の代理店となり、「WITTMANN」を発表[1]。東京・名古屋・大阪・福岡にて「WITTMANN」展示会を開催。
- 1990年　生産量拡大のため小山工場に第二工場竣工[1]。モダンシリーズ「SW」にイタリアからの新商品を加えて[1]「ALMA」シリーズ立上げ。ブランドをTHONET社「THONET」、WITTMANN社「WITTMANN」、曲木椅子「bugholz」、ウィーンスタイル「VIENNA」、モダン「ALMA」の5シリーズとして展開。
- 1995年　南麻布フリーディオスクエアに[1]SHOP AIDECを開設。
- 1996年　新宿OZONEの展示ホールにて「トーネットとウィーンデザイン」展を開催[1]。
- 1998年　ドイツCOR社（COR Sitzmöbel）の代理店となり、東京デザイナーズウィークにて「COR」を発表[1]。「ALMA」シリーズより初のオリジナルソファを発表[1]。
- 1999年　東京デザイナーズウィークにて「ペーター・マリーとヴルフ・シュナイダー」展を開催[1]。
- 2000年　ノーマン・フォスターデザインのTHONET A900シリーズを発表[1]。東京・大阪にてTHONET A900シリーズ展示会を開催。東京デザイナーズウィークにてCORによる「動くソファ」展を開催[1]。
- 2001年　大阪ショールームを路面に移転[1]。
- 2002年　東京本社・ショールームを西麻布から外苑前に移転[1]。
- 2004年　「ALMA」シリーズを「AIDEC MODERN」にリニューアル[1]。ブランドをTHONET社「THONET」、COR社「COR」、ウィーンスタイル「VIENNA」、モダン「AIDEC MODERN」、曲木椅子「bugholz」の5シリーズとして展開。
- 2008年　COR社・Kvadrat社・Studio Vertijet世界企画展「Fantastic　Fusion」を開催[1]。
- 2012年　東京本社ショールームを外苑前から神宮前に移転[1]。福岡ショールームを福岡市福岡区から福岡市中央区に移転[1]。
- 2013年　名古屋ショールームを名古屋市中区錦から名古屋市東区東桜に移転[1]
- 2018年　7月31日をもって事業停止。破産手続を弁護士に一任[3]。9月10日に東京地方裁判所から破産手続開始決定を受ける[2]。
- 2019年 6月28日に法人格消滅。